# Djurdjina Jauković
Đurđina Jauković (født 24. februar 1997 i Nikšić) er en kvindelig montenegrinsk håndboldspiller, der spiller for CSM București i Liga Naţională og Montenegros kvindehåndboldlandshold.